# Bajantal
Bajantal (mongoliska: Баянтал Сум, Bayantal, Баянтал, Bayantal Sum) är ett distrikt i Mongoliet.   Det ligger i provinsen Gobi-Sümber, i den centrala delen av landet, 170 km sydost om huvudstaden Ulaanbaatar.